# 沃斯托克角
69°7′S 72°10′W / 69.117°S 72.167°W
沃斯托克角（英語：Cape Vostok）是南極洲的海角，位於亞歷山大一世島西北部，處於阿弗爾山脈的西端，該海角在1821年由俄羅斯探險隊發現，以沃斯托克號命名。